# Carisa Glucksman
Carisa Glucksman est une actrice américaine née le 3 mai 1977 à New York.

## Filmographie
- 2000 : 7-Teen Sips
- 1997 : Gummo
- 1995 : Kids